# Minnesota Thunder
Minnesota Thunder war ein US-amerikanisches Fußball-Franchise aus Saint Paul, Minnesota.
Das Franchise wurde 1990 gegründet und spielte bis zur Auflösung 2009 in der USL First Division, der zweithöchsten Liga im nordamerikanischen Fußball.

## Geschichte

Erstes Logo von Minnesota Thunder

Zweites Logo von Minnesota Thunder

Der Verein wurde 1990 als Amateurmannschaft gegründet. 1995 wurde das Franchise in ein Profiteam umgewandelt und schloss sich 1997 der A-League an. Das Team gewann 1999 erstmals den Meistertitel. In den Jahren 2000 und 2003 erreichte man erneut das Finale, verlor aber beide Male. 2004 und 2005 sorgte die Mannschaft im Lamar Hunt U.S. Open Cup für Furore, als man das Viertel- bzw. Halbfinale erreichte. Dabei schaltete der Verein vier Teams der Major League Soccer aus. Die Saison 2006 schloss Minnesota auf dem letzten Platz ab.
Bekannte Spieler der Thunders waren die US-Nationalspieler Tony Sanneh, Manny Lagos und Nate Jaqua.

## Stadion
Das Franchise trug seit 2004 seine Heimspiele im James Griffin Stadium in Saint Paul aus. Davor spielte der Klub im National Sports Center in Blaine. Einige Partien wurden auch im Hubert H. Humphrey Metrodome ausgetragen.

## Erfolge
- USL A-League
  - Sieger (1): 1999
  - Finale (3): 1998, 2000, 2003
  - Midwest Division Champions (1): 1994
  - Midwest East Division Champions (1): 1995
  - Central Division Champions (2): 1999, 2000

- U.S. Open Cup
  - Halbfinale (1): 2005
  - Viertelfinale (1): 2004

## Frauenfußball
2005 wurde eine Frauenfußballabteilung gegründet. Die Mannschaft, die unter dem Namen „Minnesota Lightning“ firmiert, spielt seit 2006 in der W-League.